# شينغ تونغ ياو
شينغ تونغ ياو  (بالصينية: 丘成桐) هو عالم رياضيات بريطاني ولد في 4 أبريل 1949

 في شانتو، غوانغدونغ، جمهورية الصين (1949-1912) ، حائز على جائزة وسام فيلدز، وفي عام 2023 حصل على جائزة شو. 

## وصلات خارجية
- شينغ تونغ ياو على موقع الموسوعة البريطانية (الإنجليزية)
- الموقع الرسمي لجائزة وسام فيلدز